# Accipiter efficax
Accipiter efficax ist eine ausgestorbene Greifvogelart aus der Gattung der Habichte und Sperber (Accipiter), die auf Neukaledonien heimisch war. Sie ist nur von subfossilen Überresten aus dem Holozän bekannt. Das Artepitheton efficax bedeutet „kräftig“ oder „mächtig“.
Der Holotypus, der 1986 in der Pindai Cave (21° 20′S, 164° 57′O) auf der Halbinsel Nepoui an der Westküste von Neukaledonien zu Tage gefördert wurde, besteht aus einem Tarsometatarsus, bei dem das komplette rumpfnahe (proximale) Ende und die innere (mediale) Gelenkrolle (Trochlea metatarsi II) am rumpffernen (distalen) Ende fehlt. Weiteres Material umfasst einen kompletten rechten und das scapulare (zum Schulterblatt hin liegende) Ende eines rechten Coracoids, zwei unvollständige linke Schulterblätter, das proximale Ende des linken Oberarmknochens, drei rechte und eine linke Ulna, zwei rechte und einen linken Carpometacarpus, das proximale Ende des linken Tibiotarsus, das distale Ende des rechten Tarsometatarsus und vier Zehenknochen.
Accipiter efficax war großwüchsig und durch einen verhältnismäßig kurzen, sehr robusten Tarsometatarsus gekennzeichnet. Vom Habicht (A. gentilis) unterscheidet sich A. efficax in den allgemeinen Körperproportionen, speziell darin, dass die Elemente der Vordergliedmaßen und des Schultergürtels kleiner, die Tarsometatarsi und Klauen jedoch genauso groß sind, wie bei erstgenannter Art. Zudem ist das Foramen distale des Tarsometatarsus bei A. efficax kleiner als bei A. gentilis und der flügelartige Fortsatz der medialen Gelenkrolle reicht beim Habicht weiter nach hinten. Verglichen mit dem Meyerhabicht (A. meyerianus) ist die Ulna robuster, mit einem massigeren Olecranon. Der Tarsometatarsus ist ebenfalls robuster, besonders in der Seitenansicht, das distale Ende ist breiter, das Foramen distale kleiner und die hintere Oberfläche des Schaftes ist stärker eingetieft und rinnenartig.
Knochen von Accipiter efficax wurden in der Pindai Cave relativ häufig gefunden, während Überreste einer weiteren ausgestorbenen und kleineren Art Accipiter quartus seltener entdeckt wurden. Vom Bänderhabicht (Tachyspiza fasciatus) und vom Weißbauchhabicht (Tachyspiza haplochrous) gibt es keine Fossilfunde auf Neukaledonien. Wann und warum Accipiter efficax ausstarb, ist nicht bekannt.